# HICOM
HICOM (Heavy Industries Corporation of Malaysia), auch HICOM Holding Berhad, ist eine Holding-Gesellschaft des staatlichen Sektors in Malaysia. 
HICOM wurde 1980 gegründet und war ein Instrument der malaysischen Wirtschaftspolitik der ersten Hälfte der 1980er Jahre, die sich auf die Entwicklung der Schwerindustrie konzentrierte. Ziel des Unternehmens war die Gründung von Partnerschaften mit ausländischen Unternehmen zur Gründung von Gewerben in den folgenden Bereichen:
- Petrochemikalien
- Eisen und Stahl
- Zement
- Papier
- Maschinen und Ausrüstung
- Transportausrüstung
- Baumaterialien

Die Auswahl neuer Projekte war nicht – wie manchmal vermutet wird – auf die Förderung von Exporten wie in den NICs, sondern auf Importsubstitution ausgerichtet. 
Die Projekte wurden durch subventionierte Kredite, von der Regierung unterstützte Beschaffung und Schutz durch hohe Zölle gefördert. 
1996 fusionierte die Gesellschaft mit Diversified Resources Berhad (DRB) und nahm den Namen DRB-HICOM an. Das neue Unternehmen ist der erste Produzent von Autos in Malaysia.